# Ennada squamosa
Ennada squamosa är en fjärilsart som beskrevs av Butler 1882. Ennada squamosa ingår i släktet Ennada och familjen mätare. Inga underarter finns listade i Catalogue of Life.